# 龙马潭区
龙马潭区是中国四川省泸州市的一个市辖区，为泸州市主城三区之一、北部副中心，位于沱江-长江一线以北。全区幅员面积333.14平方公里，常住人口48.13万人，城镇化率80%。区人民政府驻龙马大道三段77号。

## 区名由来
龙马潭区得名于龙马潭。龙马潭位于清代泸州城东北二十里（今泸州市龙马潭区鱼塘街道），据清朝常明、杨芳灿等纂修《四川通志》，唐朝王昌于泸州遇一张姓落魄仙，传以道术后取马送其归家，马化龙入潭，王昌也仙去，故名龙马潭。相传下有龙窟。有宋时所建冲虚、碧梧二观，近代重修。

## 历史沿革
1995年12月24日，国务院批准设立泸州市龙马潭区，1996年1月26日，四川省人民政府批准设立泸州市龙马潭区，辖泸州市原市中区（今江阳区）罗汉镇、鱼塘镇、小市街道办事处、高坝厂区办事处和泸县的胡市镇、石洞镇、特兴镇、金龙乡、安宁乡。1999年安宁乡撤乡建镇。2000年增设双加镇、长安乡、红星街道、莲花街道，高坝厂区与罗汉镇合署办公。2014年罗汉镇、鱼塘镇、安宁镇撤镇建街道，长安乡、金龙乡撤乡建镇。2017年石洞镇撤镇设街道。2018年特兴镇撤镇设街道。

## 人口民族
2020年末，根据泸州市第七次全国人口普查公报显示：龙马潭区常住人口为479697人，男性人口占比48.71%，女性人口占比51.29%，年龄结构中0-14岁占比14.82%，15-59岁占比65.15%，60岁以上占比20.03%，65岁以上占比14.9%。

## 行政区划
龙马潭区下辖8个街道办事处、3个镇：
小市街道、红星街道、莲花池街道、罗汉街道、鱼塘街道、安宁街道、石洞街道、特兴街道、胡市镇、双加镇和金龙镇。

## 现任领导
| 机构     | · 中国共产党 · 泸州市龙马潭区委员会 · 书记 | 泸州市龙马潭区人民代表大会 常务委员会 主任 | 泸州市龙马潭区人民政府 区长 | · 中国人民政治协商会议 · 泸州市龙马潭区委员会 · 主席 | 泸州市龙马潭区监察委员会 主任 |
| -------- | ------------------------------------------ | ------------------------------------------ | --------------------------- | ---------------------------------------------------- | ----------------------------- |
| 姓名     | 刘光明                                     | 吴文涛                                     | 靳地胜                      | 叶长青                                               | 石磊                          |
| 民族     | 汉族                                       | 汉族                                       | 汉族                        | 汉族                                                 | 汉族                          |
| 籍贯     | 四川省泸县                                 | ？                                         | 重庆市万州区                | ？                                                   | ？                            |
| 出生日期 | 1965年7月（59歲）                          | 1966年3月（58—59歲）                       | 1976年3月（48—49歲）        | ？                                                   | ？                            |
| 就任日期 | 2016年8月                                  | 2016年12月                                 | 2016年12月                  | 2016年12月                                           | 2018年1月                     |

## 交通

### 高速公路
- 厦蓉高速
- 蓉遵高速
- 广泸高速

### 铁路
- 泸州港站：隆黄铁路、泸州港中心港区进港专用线上站点，一等货运站[14]
- 泸州站：绵泸高速铁路、渝昆高速铁路、泸遵高速铁路上站点，设置5台12线，于2021年6月开通运营[15]

### 航运
- 泸州港：长江主要港口，位于长江、沱江交汇处，设有中国（四川）自由贸易试验区川南临港片区（含泸州港保税物流中心〔B型〕）[16]

### 航空
- 泸州云龙机场：位于泸县云龙镇与龙马潭区石洞街道、双加镇交界处，4C级军民合用机场，于2018年6月完成试飞、8月完成行业验收，9月开通运营[17][18]

## 经济
2016年，龙马潭区实现地区生产总值205亿元，同比增长7.9%。社会消费品零售总额达60亿元，同比增长13.6%。城镇居民人均可支配收入达33280元，同比增长8.8%；农村居民人均可支配收入达16290元，同比增长9.8%。第一、第二、第三产业比重为5.0：70.3：24.7。
2021年，龙马潭区实现地区生产总值400.32亿元，增长7.3%；规上工业增加值增速7.5%；全社会固定资产投资增速11.7%；社会消费品零售总额212.59亿元；城镇居民人均可支配收入50011元，增长8.8%；农村居民人均可支配收入25599元，增长10.5%；地方一般预算收入18.87亿元，同比增长8.5%。